# Philipp Lohmeier
Philipp Lohmeier  (* 8. Dezember 1648 in Magdeburg; † 24. September 1680 in Lüneburg) war ein deutscher Mathematiker und Physiker.

## Leben und Werk
Lohmeier war der Sohn des Rintelner Hochschullehrer und späteren Rektor des Magdeburger Domgymnasiums Johann Georg Lohmeyer.
Er war zunächst Lehrer, von 1674 bis 1679 ordentlicher Professor der Physik an der Universität Rinteln, danach Professor für Rhetorik am Gymnasium Johanneum in Lüneburg und gleichzeitig Inspektor der dortigen Ritterakademie. Seine in Wittenberg 1676 gedruckte Rintelner Dissertation De artificio navigandi per aërem (Von der Kunst durch die Luft zu schifffahren) erregte einiges Aufsehen, so dass Wilhelm Ernst Tentzel sie in seinen Monatlichen Unterredungen besprach und damit über die Philosophische Fakultät hinaus bekannt machte.
Darin nahm Lohmeier die Idee des Jesuiten Franziscus Lana aus Brescia auf, der 1670 in seiner Schrift Prodromo … den Entwurf eines Luftschiffes mit Bauanleitung vorgestellt hatte. Lanas Grundidee bestand in der einleuchtenden Überlegung, dass ein Körper in die Luft aufsteigen müsse, wenn er leichter sei als die Luft seines Volumens, die er verdränge. Lohmeier war von der Idee eines durch Vakuum erzeugten Auftriebs begeistert und hielt seinerseits Vorlesungen und Vorträge zum Thema, wie 1674 an der Universität Wittenberg. Seine um einige Neuerungen erweiterte eigene Abhandlung über die Möglichkeit und Technologie der Luftschifffahrt machte er zum Gegenstand der Examination seines Schülers Franciscus David Frescheur an der Universität Rinteln im März 1676.
Neben dieser Dissertation hatten die zahlreichen Aufsätze Lohmeiers zur Astrologie, dem Sternenhimmel, der Erde, zu Levitation und Schwerkraft die Anerkennung begründet, die er bei führenden Geistern seiner Zeit genoss, von der seine Korrespondenz mit Gottfried Wilhelm Leibniz zeugt.
Die in der Folgezeit erschienen Nachdrucke der Lohmeierschen Dissertation (1679, 1708 und 1784) dokumentieren das nachhaltige Interesse und den Ruf des früh Verstorbenen. Obschon ihn Walch 1726 des Plagiats geziehen hatte, äußerte etwa Georg Christoph Lichtenberg – immerhin rund 100 Jahre nach ihrem Erscheinen – den Wunsch, dass die Dissertation Lohmeiers wieder bekannter gemacht werden möge, was 1784 zum Druck sowohl einer deutschen Übersetzung (in Tübingen) als auch einer zweisprachigen, latein-deutschen Ausgabe (in Arolsen) führte.
Erst ab Ende des 18. Jahrhunderts kam es zu eher kritischen Bewertungen der Leistung Lohmeiers sowie der fragwürdigen Originalität einiger seiner Schriften, insbesondere seiner wieder aufgelegten Dissertation:

„Nun hatte allerdings unser Lohmeier, wenn man der Sache recht auf den Grund siehet, beynahe alles aus dem Lana, oder vielleicht aus dem 3 Jahre vorher erschienenen Collegium Experimentale Curiosum des Sturms Nürnberg 1676.4. geschöpft, wie der geneigte Leser aus dem Gegeneinanderhalten dieser Schriftsteller unschwer des breitern ersehen wird.“

„So schrieb Philipp Lohmeier, Professor zu Rinteln, eine eigene Abhandlung über die Möglichkeit der Luftschifffahrt. Allein schon Morhof urtheilte von ihm ganz richtig, daß er seine Vorschläge beynahe wörtlich aus Lana’s Schrift abgeschrieben, ohne ihn zu nennen, und vornehme Herrn zur Ausführung desselben aufgerufen habe.“

„Man hat ihn selbst in neuerer Zeit als den ersten Erfinder der Luftschifffahrt bezeichnet, allein sein unausführbares Experiment möchte doch, wenn es auch nicht dem Jesuiten Francesco Lana Terzi (1631–1687) zugehört, den Namen einer Erfindung nicht verdienen.“

„Vor allem aber kämpfte Professor Philipp Lohmeier aus Rinteln für Lanas Flugprojekt. Die Bewunderung für Lanas Idee verführte ihn sogar dazu, an der Universität Wittenberg im Jahre 1674 Vorträge über sie zu halten, ohne dabei Lanas Namen zu nennen. Durch einen seiner Schüler namens Frescheur ließ er eine Dissertation ‚De artificio navigandi per aerem‘ verfassen, die sich fast wörtlich mit dem 6. Kapitel von Lanas ‚Prodromo‘ deckt und nur einige erweiternde Vorschläge hinzufügt. Auch in ihr wurde Lana mit keinem Wort erwähnt, so daß Lohmeier später irrtümlicherweise selbst für den Erfinder gehalten wurde …“

## Schriften (Auswahl)
- Exercitatio de simulatione et dissimulatione. 1671.
- Exercitatio physica de artificio navigandi per aërem, quam Deo T.O.M. clementer annuente in illustri acad. Hasso-Schaumburgica praeside Philippo Lohmeiero prof. publico et ordinario in auditorio maiori publico eruditorum examini subiiciet …  Typis WÄCHTERIANIS, Academ. Typogr. RINTELII 1676.
- Observationes curiosae miscellaneae. 1677.
- Exercitatio physica de artificio navigandi per aërem. Borckhard, Wittenberg 1679.
- Exercitatio phys. de artificio navigandi per aërem. Rinteln 1708.
- Die Lohmeierische Dissertation von der Kunst in der Luft zu schiffen in ihrer Urschrift und daneben gesetzten teutschen Uebersetzung dem Publikum mitzutheilen war sogleich beschlossen als man das Original vorfand. (Phil. Diss. Univ. Rinteln 1676) Respondent Franciscus David Frescheur, mit Beteiligung von Philipp Lohmeier, Arolsen 1784.
- Franz Lana und Philipp Lohmeier: Von der Luftschiffkunst Ins Teutsche übersezt und mit Anmerkungen begleitet. Jacob Friedrich Heerbrandt, Tübingen 1784.

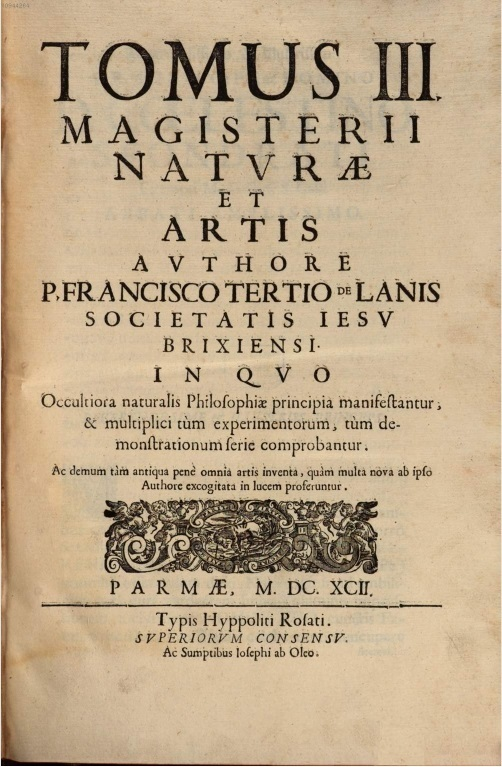
Titelblatt von Lanas  Prodrom … Parma 1692
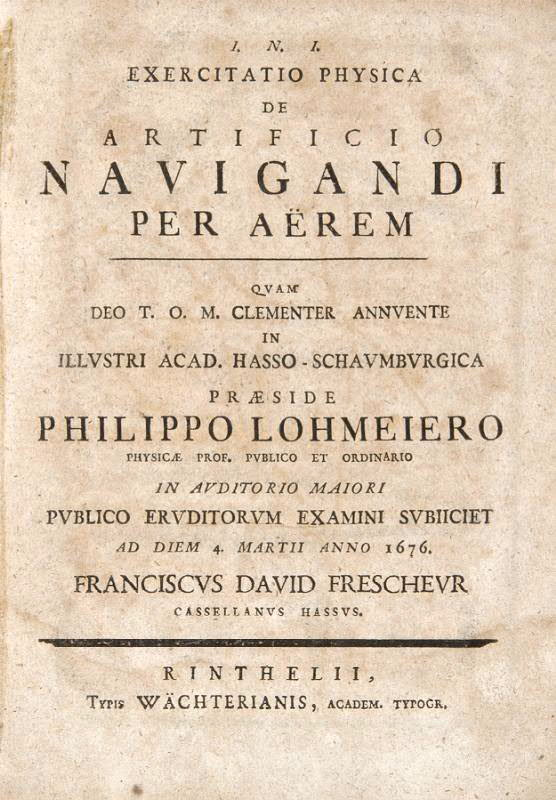
Titelblatt der De artificio navigandi Rinteln 1676
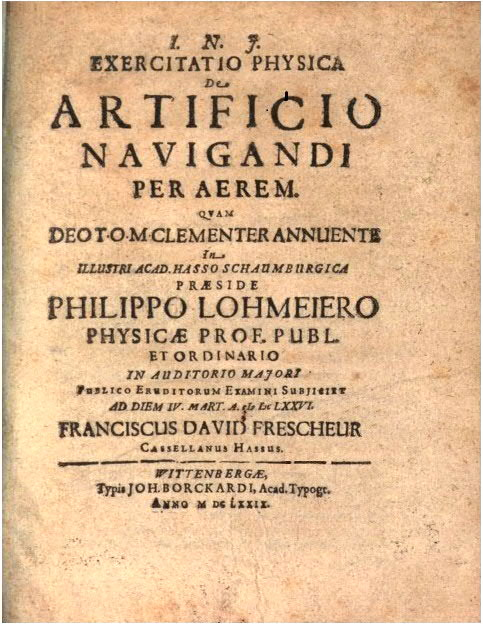
Titelblatt der De artificio navigandi per aërem Wittenberg 1679
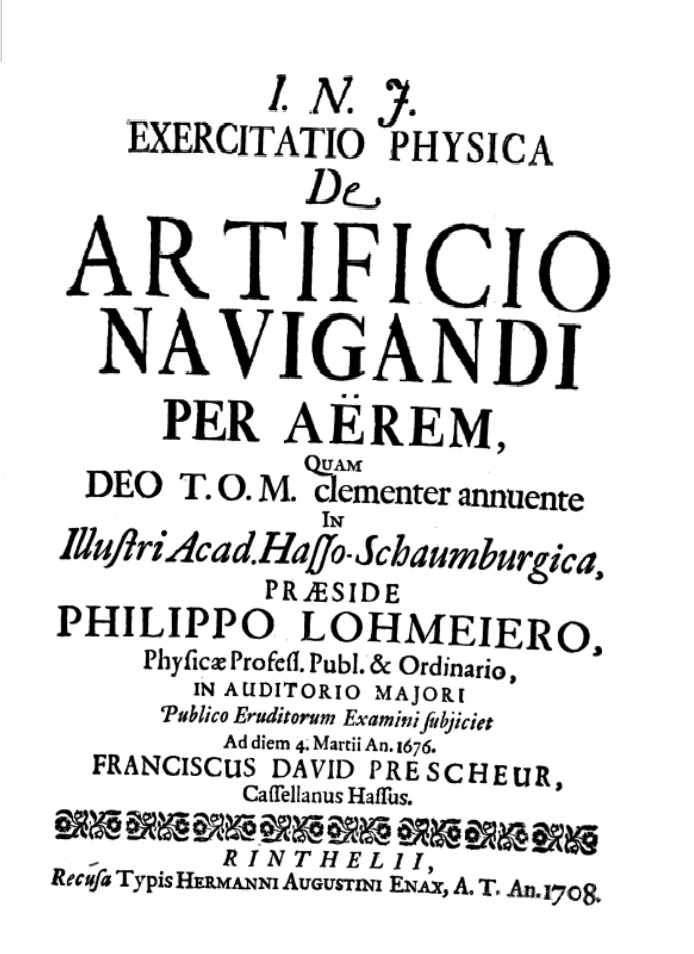
Titelblatt der  De artificio navigandi per aërem Rinteln 1708
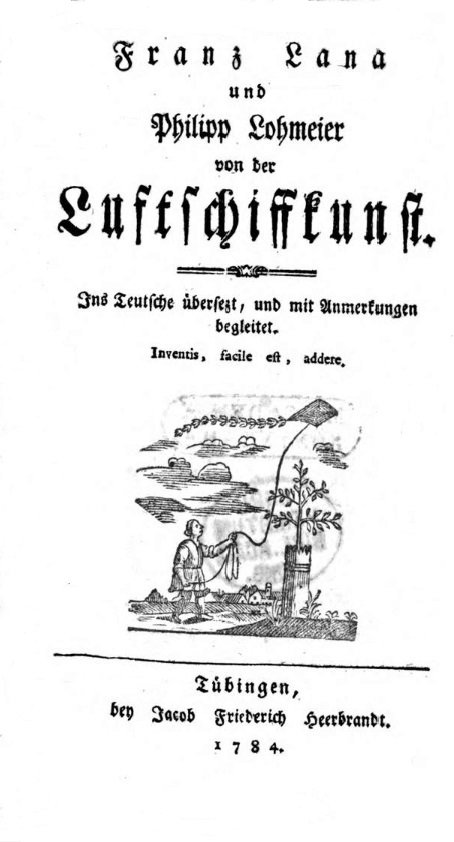
Titelblatt der Luftschiffkunst Tübingen 1784
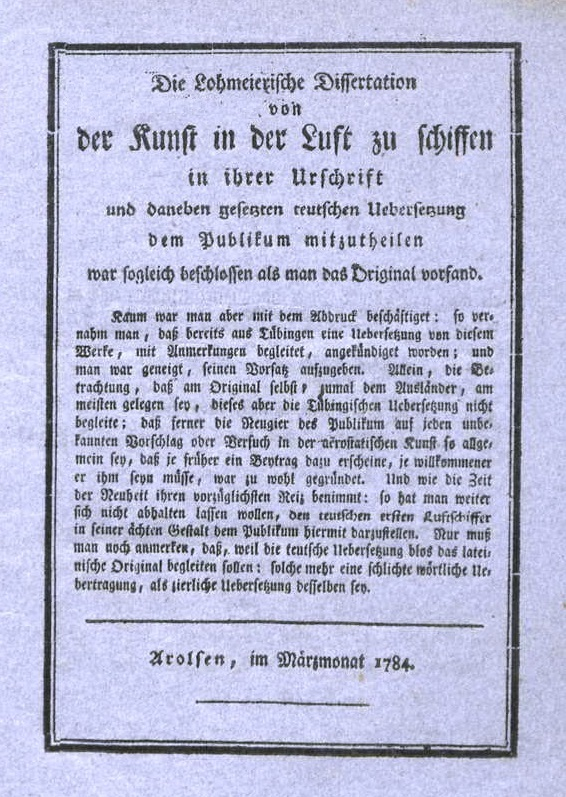
Titelblatt der Kunst in der Luft zu schiffen Arolsen 1784